# Деферазирокс
Деферазирокс (позиционируется как Эксиджад, Desirox, Defrijet, Desifer, Rasiroxpine и Jadenu) оральный хелатор. Его основное назначение заключается в снижении хронической перегрузки железом у пациентов, длительно получающих переливание крови для условий, таких как бета-талассемии и других хронических анемий. Это первый Оральный препарат одобрен в США для этой цели.
Он был одобрен комитетом продовольствия и медикаментов (FDA) в ноябре 2005 года.
По данным FDA (Май 2007 года), почечная недостаточность и цитопений были зарегистрированы у больных, получающих деферазирокс таблетки пероральной суспензии. Он одобрен в ЕС европейским Агентством по лекарственным средствам (ЕМА) для детей от 6 лет и старше для хронической перегрузки железом от повторных переливаний крови.

## Свойства деферазирокса

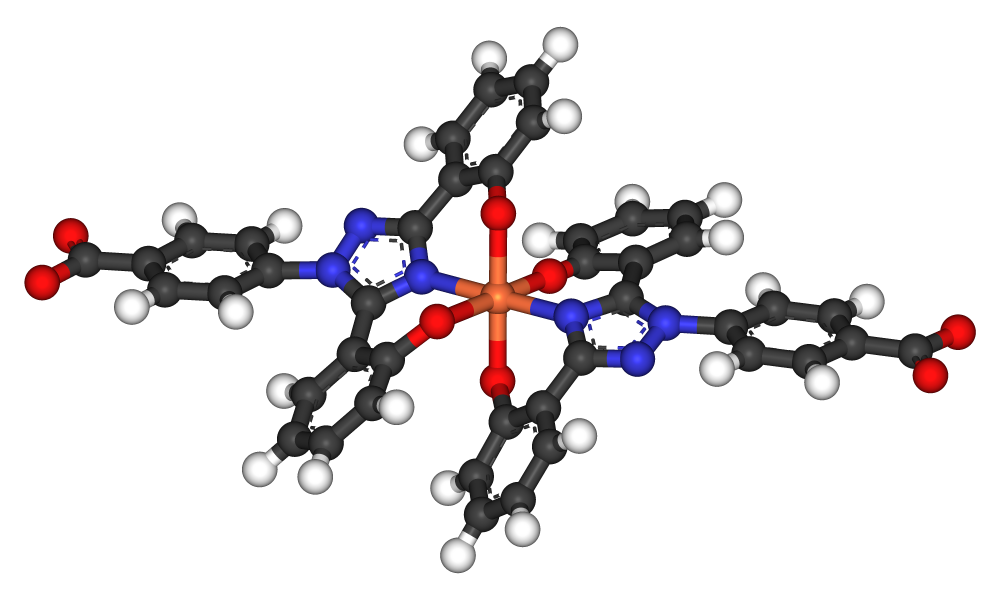
Две молекулы деферазирокса связывают железо

Период полураспада деферазирокса находится в интервале между 8 и 16 часами. Две молекулы деферазирокса способны связывать 1 атом железа, которая впоследствии устраняется путём фекальной экскреции. Его низкий молекулярный вес и высокая липофильность позволяет препарат приём внутрь, в отличие от дефероксамин , который должен быть введён внутривенно  (внутривенная инфузия). Вместе с деферипроном, деферазирокс, способен извлекать железо из клеток (кардиомиоцитов и гепатоцитов), а также для удаления железа из крови.

## Синтез
Деферазирокс можно синтезировать из простых имеющихся в продаже исходных веществ (салициловая кислота, салициламид и 4-гидразинбензойная кислота) в следующем двухстадийном синтезе:
Конденсация салицилоилхлорида (образуется in situ при взаимодействии салициловой кислоты и тионилхлорида) с салициламидом в условиях дегидратации приводит к образованию 2-(2-гидроксифенил)-1,3(4H)-бензоксазин-4-она. Этот промежуточный продукт выделяют и подвергают взаимодействию с 4-гидразинбензойной кислотой в присутствии основания, получая 4-(3,5-бис(2-гидроксифенил)-1,2,4-триазол-1-ил)бензойную кислоту (Деферазирокс).

## Риски
Деферазирокс был вторым препаратом в списке наиболее частых смертей пациента, составляемом Институтом безопасной медицинской практики в 2009 году. 